# Epepeotes vittatus
Epepeotes vittatus là một loài bọ cánh cứng trong họ Cerambycidae.